# سام گرینهالگ
سام گرینهالگ (انگلیسی: Sam Greenhalgh؛ ژوئیه ۱۸۸۲ – ۱۹۵۵ (۷۲−۷۳ سال)) بازیکن فوتبال اهل بریتانیا بود.
از باشگاه‌هایی که در آن بازی کرده‌است می‌توان به باشگاه فوتبال بولتون واندررز، باشگاه فوتبال استون ویلا، و باشگاه فوتبال چورلی اشاره کرد.